# Ligue des champions masculine de l'EHF 2021-2022
Navigation
2020-2021 2022-2023
La saison 2021-2022 de la Ligue des champions masculine de l'EHF est la 62e édition de la compétition, anciennement Coupe d'Europe des clubs champions. Organisée par l'EHF, elle met aux prises 16 équipes européennes.
Pour la première fois depuis la création de la finale à quatre (Final 4), un club parvient à conserver son titre : le FC Barcelone remporte son onzième titre dans la compétition en disposant en finale aux tirs au but du club polonais du KS Kielce.

## Formule
La formule est identique à celle prévue pour la saison précédente.

### Modalités
La compétition commence par une phase de groupes où les équipes sont réparties en deux groupes de huit équipes. Les matchs sont joués dans un système de championnat avec des matchs à domicile et à l'extérieur. Les six meilleures équipes de chaque groupe se qualifient pour la suite de la compétition : les équipes classées du 3e au 6e rang jouent les barrages et les vainqueurs et deuxièmes de groupe accèdent directement aux quarts de finale.
La phase à élimination directe comprend quatre tours : les barrages, les quarts de finale et une finale à quatre comprenant deux demi-finales et la finale. En barrages, le 3e d'un groupe affronte le 6e de l'autre groupe en matchs aller-retour et 4es et 5es en font de même, le mieux classé des deux lors de la phase de poule ayant le privilège de jouer le match retour à domicile. Les quatre vainqueurs de ces barrages rejoignent en quarts de finale les vainqueurs et deuxièmes de groupe suivant le tableau prédéfini. Pour la finale à quatre, un tirage au sort détermine les oppositions en demi-finales.

### Qualifiés
Les neuf premiers championnats au classement EHF octroient une place en Ligue des champions à leur vainqueur,. De plus, le championnat qui obtient le meilleur résultat en Ligue européenne sur les trois années précédentes obtient une place supplémentaire (notée LE dans le tableau ci-dessous).
Ainsi, conformément au coefficient EHF établi pour la saison 2021-2022, les champions nationaux suivants sont qualifiés :
| Rang | Pays              | Équipe                 | Statut                                  |
| ---- | ----------------- | ---------------------- | --------------------------------------- |
| 1    | Allemagne         | THW Kiel               | Champion d'Allemagne 2020-2021          |
| 2    | France            | Paris Saint-Germain    | Champion de France 2020-2021            |
| 3    | Espagne           | FC Barcelone           | Champion d'Espagne 2020-2021            |
| 4    | Macédoine du Nord | Vardar Skopje          | Champion de Macédoine du Nord 2020-2021 |
| 5    | Hongrie           | SC Pick Szeged         | Champion de Hongrie 2020-2021           |
| 6    | Pologne           | KS Kielce              | Champion de Pologne 2020-2021           |
| 7    | Danemark          | Aalborg Håndbold       | Champion du Danemark 2020-2021          |
| 8    | Portugal          | FC Porto               | Champion du Portugal                    |
| 9    | Croatie           | RK Zagreb              | Champion de Croatie                     |
| LE   | Allemagne         | SG Flensburg-Handewitt | Vice-champion d'Allemagne 2020-2021     |

### Équipes ayant sollicité une invitation
Parallèlement aux clubs directement qualifiés, six places sont attribuées par l'EHF sur dossier (Wild-Card) en fonction de 5 critères :
- qualité de la salle (capacité, qualité du terrain, commodités pour les supporters et les médias, loges VIP...) ;
- contrats de diffusion TV des pays concernés ;
- spectateurs (nombre, ambiance...) ;
- performances dans les compétitions européennes dans le passé ;
- product management.

Les fédérations classées entre la 1re et la 30e place, hormis l'Allemagne qui compte déjà un deuxième qualifié automatique en vertu de ses performances en Ligue européenne, peuvent demander un surclassement (« upgrade ») pour une équipe qualifiée en Ligue européenne. Le 21 juin, la Fédération européenne de handball dévoile les douze équipes candidates à une invitation :
| Rang | Pays        | Équipe               | Statut                                                                 | Décision                |
| ---- | ----------- | -------------------- | ---------------------------------------------------------------------- | ----------------------- |
| 2    | France      | Montpellier Handball | Vice-champion de France 2020-2021                                      | Retenu                  |
| 5    | Hongrie     | Veszprém KSE         | Vice-champion de Hongrie 2020-2021 et vainqueur de la Coupe de Hongrie | Retenu                  |
| 6    | Pologne     | Wisła Płock          | Vice-champion de Pologne 2020-2021                                     | Non retenu              |
| 7    | Danemark    | GOG Håndbold         | Vainqueur de la saison régulière du championnat du Danemark            | Non retenu              |
| 8    | Portugal    | Sporting CP          | Vice-champion du Portugal                                              | Non retenu              |
| 10   | Roumanie    | Dinamo Bucarest      | Champion de Roumanie                                                   | Retenu                  |
| 11   | Biélorussie | HC Meshkov Brest     | Champion de Biélorussie                                                | Retenu                  |
| 12   | Slovénie    | RK Gorenje Velenje   | Champion de Slovénie                                                   | Non retenu (remplaçant) |
| 13   | Suède       | IK Sävehof           | Champion de Suède                                                      | Non retenu              |
| 14   | Ukraine     | HC Motor Zaporijjia  | Champion d'Ukraine et vainqueur de la Coupe d'Ukraine                  | Retenu                  |
| 15   | Suisse      | Kadetten Schaffhouse | Vainqueur de la Coupe de Suisse et vice-champion de Suisse             | Non retenu              |
| 16   | Norvège     | Elverum Handball     | Champion de Norvège                                                    | Retenu                  |

Remarque : pour plus de détails sur le statut de chaque championnat et les équipes désignées, voir 2021 en handball#Championnats européens.
L'Espagne (3e), la Macédoine du Nord (4e) et la Croatie (9e) n'ont pas demandé une deuxième place en Ligue des Champions. En revanche, tous les pays classés entre la 10e et la 16e place ont sollicité un surclassement.
Le mardi 29 juin, l'EHF publie la liste des six clubs retenus. Les équipes non retenues participent à la Ligue européenne à laquelle elles étaient qualifiées.

### Calendrier
| Nom              | Dates                                | Nombre de participants |
| ---------------- | ------------------------------------ | ---------------------- |
| Phase de groupes | du 15 septembre 2021 au 10 mars 2022 | 16                     |
| Barrages         | du 30 mars au 7 avril 2022           | 8                      |
| Quarts de finale | du 11 au 19 mai 2022                 | 8                      |
| Final Four       | 18 et 19 juin 2022                   | 4                      |

## Phase de groupes
Les équipes terminant premières ou deuxièmes de leur poule sont directement qualifiées pour les quarts de finale, les équipes classées de la 3e à la 6e place sont qualifiées pour les barrages et les équipes classées aux 7e et 8e places sont éliminées.

### Tirage au sort
Le tirage au sort est effectué le 2 juillet 2021. À cette fin, l'EHF a constitué quatre chapeaux de quatre équipes. Chaque groupe comprendra deux équipes de chaque chapeau. Les équipes d'un même pays sont obligatoirement dans deux groupes différents.
- FC Barcelone
- THW Kiel
- SC Pick Szeged
- Paris Saint-Germain

- Vardar Skopje
- Aalborg Håndbold
- KS Kielce
- FC Porto

- HC Meshkov Brest
- SG Flensburg-Handewitt
- Veszprém KSE
- Montpellier Handball

- HC Motor Zaporijjia
- RK Zagreb
- Dinamo Bucarest
- Elverum Handball

### Groupe A
|   | Équipe               | Pts | J  | G  | N | P  | Bp  | Bc  | Diff | Dép |  | Résultats (dom.\ext.) |       |       |       |       |       |       |       |       |
| - | -------------------- | --- | -- | -- | - | -- | --- | --- | ---- | --- |  | --------------------- | ----- | ----- | ----- | ----- | ----- | ----- | ----- | ----- |
| 1 | Aalborg Håndbold     | 22  | 14 | 11 | 0 | 3  | 453 | 410 | 43   | /   |  | Aalborg Håndbold      |       | 35-33 | 34-30 | 36-28 | 33-29 | 32-27 | 31-25 | 34-33 |
| 2 | THW Kiel             | 21  | 14 | 10 | 1 | 3  | 427 | 395 | 32   | /   |  | THW Kiel              | 31-27 |       | 32-32 | 35-26 | 32-30 | 41-36 | 36-28 | 10-0  |
| 3 | SC Pick Szeged       | 19  | 14 | 8  | 3 | 3  | 412 | 392 | 20   | /   |  | SC Pick Szeged        | 31-28 | 30-26 |       | 29-29 | 34-31 | 30-34 | 30-21 | 28-26 |
| 4 | Montpellier Handball | 17  | 14 | 7  | 3 | 4  | 424 | 409 | 15   | /   |  | Montpellier Handball  | 31-33 | 37-30 | 29-29 |       | 25-28 | 39-32 | 24-23 | 32-26 |
| 5 | Vardar Skopje        | 13  | 14 | 6  | 1 | 7  | 379 | 368 | 11   | /   |  | Vardar Skopje         | 30-28 | 26-29 | 27-30 | 25-31 |       | 39-30 | 20-19 | 35-27 |
| 6 | Elverum Handball     | 8   | 14 | 3  | 2 | 9  | 417 | 449 | -32  | +5  |  | Elverum Handball      | 28-34 | 30-31 | 24-27 | 30-37 | 27-27 |       | 30-25 | 32-33 |
| 7 | RK Zagreb            | 8   | 14 | 3  | 2 | 9  | 351 | 385 | -34  | -5  |  | RK Zagreb             | 24-34 | 27-28 | 26-24 | 22-25 | 23-22 | 27-27 |       | 31-24 |
| 8 | HC Meshkov Brest     | 4   | 14 | 1  | 2 | 11 | 342 | 397 | -55  | /   |  | HC Meshkov Brest      | 30-33 | 30-33 | 25-28 | 31-31 | 0-10  | 27-30 | 30-30 |       |

- Directement qualifié pour les quarts de finale
- Qualifié pour les huitièmes de finale
- Éliminé

En conséquence de l'invasion de l'Ukraine par la Russie, les clubs russes et biélorusses ont été suspendus par l'EHF : les deux derniers matchs du HC Meshkov Brest ont été considérés perdus 0-10.

### Groupe B
|   | Équipe                 | Pts | J  | G  | N | P  | Bp  | Bc  | Diff | Dép |  | Résultats (dom.\ext.)  |       |       |       |       |       |       |       |       |
| - | ---------------------- | --- | -- | -- | - | -- | --- | --- | ---- | --- |  | ---------------------- | ----- | ----- | ----- | ----- | ----- | ----- | ----- | ----- |
| 1 | KS Kielce              | 20  | 14 | 10 | 0 | 4  | 449 | 415 | 34   | +4  |  | KS Kielce              |       | 29-27 | 38-33 | 32-29 | 39-33 | 37-29 | 34-29 | 33-27 |
| 2 | FC BarceloneT          | 20  | 14 | 9  | 2 | 3  | 420 | 369 | 51   | -4  |  | FC BarceloneT          | 30-32 |       | 30-27 | 35-30 | 38-31 | 29-22 | 36-32 | 36-25 |
| 3 | Paris Saint-Germain    | 18  | 14 | 8  | 2 | 4  | 452 | 396 | 56   | /   |  | Paris Saint-Germain    | 32-27 | 28-28 |       | 39-40 | 33-19 | 33-30 | 41-30 | 40-32 |
| 4 | Veszprém KSE           | 17  | 14 | 8  | 1 | 5  | 449 | 423 | 26   | /   |  | Veszprém KSE           | 35-33 | 29-28 | 34-31 |       | 28-28 | 28-23 | 47-32 | 36-29 |
| 5 | FC Porto               | 11  | 14 | 4  | 3 | 7  | 375 | 408 | -33  | /   |  | FC Porto               | 29-27 | 33-33 | 30-39 | 23-30 |       | 28-27 | 31-32 | 10-0  |
| 6 | SG Flensburg-Handewitt | 10  | 14 | 4  | 2 | 8  | 381 | 401 | -20  | /   |  | SG Flensburg-Handewitt | 25-33 | 21-25 | 27-27 | 30-27 | 26-26 |       | 37-30 | 34-27 |
| 7 | Dinamo Bucarest        | 8   | 14 | 4  | 0 | 10 | 415 | 470 | -55  | +3  |  | Dinamo Bucarest        | 32-29 | 30-35 | 31-39 | 31-29 | 26-27 | 20-28 |       | 33-29 |
| 8 | HC Motor Zaporijjia    | 8   | 14 | 4  | 0 | 10 | 312 | 371 | -59  | -3  |  | HC Motor Zaporijjia    | 25-26 | 0-10  | 0-10  | 29-27 | 30-27 | 31-22 | 28-27 |       |

- Directement qualifié pour les quarts de finale
- Qualifié pour les barrages
- Éliminé (7e et 8e place)
- T : Tenant du titre

En conséquence de l'invasion de l'Ukraine par la Russie, le club ukrainien du HC Motor Zaporijjia n'a pas été mesure de jouer ses trois derniers matchs qui ont été considérés perdus 0-10.

## Phase à élimination directe
|  | Barrage | Barrage       | Barrage | Barrage          |    |              | Quart de finale | Quart de finale | Quart de finale | Quart de finale |
|  |         |               |         |                  |    |              |                 |                 |                 |                 |
|  |         |               |         |                  |    |              |                 |                 |                 |                 |
|  | A5      | Vardar Skopje | 22      | 31               |    |              |                 |                 |                 |                 |
|  | A5      | Vardar Skopje | 22      | 31               |    |              |                 |                 |                 |                 |
|  | B4      | Veszprém KSE  | 30      | 31               |    |              |                 |                 |                 |                 |
|  | B4      | Veszprém KSE  | 30      | 31               | B4 | Veszprém KSE | 36              | 35              |                 |                 |
|  |         |               |         |                  | B4 | Veszprém KSE | 36              | 35              |                 |                 |
|  |         |               | A1      | Aalborg Håndbold | 29 | 37           |                 |                 |                 |                 |
|  |         |               |         |                  | 29 | 37           |                 |                 |                 |                 |
|  |         |               |         |                  |    |              |                 |                 |                 |                 |
|  |         |               |         |                  |    |              |                 |                 |                 |                 |
|  |         |               |         |                  |    |              |                 |                 |                 |                 |

|  | Barrage | Barrage              | Barrage | Barrage   |    |                      | Quart de finale | Quart de finale | Quart de finale | Quart de finale |
|  |         |                      |         |           |    |                      |                 |                 |                 |                 |
|  |         |                      |         |           |    |                      |                 |                 |                 |                 |
|  | B5      | FC Porto             | 29      | 27        |    |                      |                 |                 |                 |                 |
|  | B5      | FC Porto             | 29      | 27        |    |                      |                 |                 |                 |                 |
|  | A4      | Montpellier Handball | 29      | 35        |    |                      |                 |                 |                 |                 |
|  | A4      | Montpellier Handball | 29      | 35        | A4 | Montpellier Handball | 28              | 22              |                 |                 |
|  |         |                      |         |           | A4 | Montpellier Handball | 28              | 22              |                 |                 |
|  |         |                      | B1      | KS Kielce | 31 | 30                   |                 |                 |                 |                 |
|  |         |                      |         |           | 31 | 30                   |                 |                 |                 |                 |
|  |         |                      |         |           |    |                      |                 |                 |                 |                 |
|  |         |                      |         |           |    |                      |                 |                 |                 |                 |
|  |         |                      |         |           |    |                      |                 |                 |                 |                 |

|  | Barrage | Barrage             | Barrage | Barrage  |    |                     | Quart de finale | Quart de finale | Quart de finale | Quart de finale |
|  |         |                     |         |          |    |                     |                 |                 |                 |                 |
|  |         |                     |         |          |    |                     |                 |                 |                 |                 |
|  | A6      | Elverum Handball    | 30      | 30       |    |                     |                 |                 |                 |                 |
|  | A6      | Elverum Handball    | 30      | 30       |    |                     |                 |                 |                 |                 |
|  | B3      | Paris Saint-Germain | 30      | 37       |    |                     |                 |                 |                 |                 |
|  | B3      | Paris Saint-Germain | 30      | 37       | B3 | Paris Saint-Germain | 30              | 32              |                 |                 |
|  |         |                     |         |          | B3 | Paris Saint-Germain | 30              | 32              |                 |                 |
|  |         |                     | A2      | THW Kiel | 30 | 33                  |                 |                 |                 |                 |
|  |         |                     |         |          | 30 | 33                  |                 |                 |                 |                 |
|  |         |                     |         |          |    |                     |                 |                 |                 |                 |
|  |         |                     |         |          |    |                     |                 |                 |                 |                 |
|  |         |                     |         |          |    |                     |                 |                 |                 |                 |

|  | Barrage | Barrage                | Barrage | Barrage      |    |                        | Quart de finale | Quart de finale | Quart de finale | Quart de finale |
|  |         |                        |         |              |    |                        |                 |                 |                 |                 |
|  |         |                        |         |              |    |                        |                 |                 |                 |                 |
|  | B6      | SG Flensburg-Handewitt | 25      | 35           |    |                        |                 |                 |                 |                 |
|  | B6      | SG Flensburg-Handewitt | 25      | 35           |    |                        |                 |                 |                 |                 |
|  | A3      | SC Pick Szeged         | 21      | 36           |    |                        |                 |                 |                 |                 |
|  | A3      | SC Pick Szeged         | 21      | 36           | B6 | SG Flensburg-Handewitt | 29              | 24              |                 |                 |
|  |         |                        |         |              | B6 | SG Flensburg-Handewitt | 29              | 24              |                 |                 |
|  |         |                        | B2      | FC Barcelone | 33 | 27                     |                 |                 |                 |                 |
|  |         |                        |         |              | 33 | 27                     |                 |                 |                 |                 |
|  |         |                        |         |              |    |                        |                 |                 |                 |                 |
|  |         |                        |         |              |    |                        |                 |                 |                 |                 |
|  |         |                        |         |              |    |                        |                 |                 |                 |                 |

### Barrages
Les barrages aller ont lieu les mercredi 30 et jeudi 31 mars 2022. Les matchs retour se déroulent la semaine suivante, les mercredi 6 et jeudi 7 avril.
| Équipe                 | Aller   | Total   | Retour  | Équipe               |
| ---------------------- | ------- | ------- | ------- | -------------------- |
| SG Flensburg-Handewitt | 25 – 21 | 60 – 57 | 35 – 36 | SC Pick Szeged       |
| Elverum Handball       | 30 – 30 | 60 – 67 | 30 – 37 | Paris Saint-Germain  |
| FC Porto               | 29 – 29 | 56 – 64 | 27 – 35 | Montpellier Handball |
| Vardar Skopje          | 22 – 30 | 53 – 61 | 31 – 31 | Veszprém KSE         |

### Quarts de finale
Les quarts de finale aller sont prévus les 11 et 12 mai 2022 et les matchs retour la semaine suivante, les 18 et 19 mai.
| Équipe                 | Aller   | Total   | Retour  | Équipe           |
| ---------------------- | ------- | ------- | ------- | ---------------- |
| Veszprém KSE           | 36 – 29 | 71 – 66 | 35 – 37 | Aalborg Håndbold |
| Montpellier Handball   | 28 – 31 | 50 – 61 | 22 – 30 | KS Kielce        |
| Paris Saint-Germain    | 30 – 30 | 62 – 63 | 32 – 33 | THW Kiel         |
| SG Flensburg-Handewitt | 29 – 33 | 53 – 60 | 24 – 27 | FC Barcelone     |

### Finale à quatre
La Finale à quatre (ou en anglais : Final Four) est programmée les 18 et 19 juin 2022 dans la Lanxess Arena de Cologne en Allemagne. 
Un tirage au sort effectué le 24 mai détermine les équipes qui s'affrontent en demi-finales.
|  | Demi-finales        | Demi-finales        | Demi-finales        | Demi-finales        |                               |           | Finale              | Finale              | Finale              | Finale              |
|  |                     |                     |                     |                     |                               |           |                     |                     |                     |                     |
|  | 18 juin 2022, 15h15 | 18 juin 2022, 15h15 | 18 juin 2022, 15h15 | 18 juin 2022, 15h15 |                               |           | 19 juin 2022, 18h00 | 19 juin 2022, 18h00 | 19 juin 2022, 18h00 | 19 juin 2022, 18h00 |
|  | Veszprém KSE        | Veszprém KSE        | 35                  | 35                  |                               |           | 19 juin 2022, 18h00 | 19 juin 2022, 18h00 | 19 juin 2022, 18h00 | 19 juin 2022, 18h00 |
|  | Veszprém KSE        | Veszprém KSE        | 35                  | 35                  |                               |           | 19 juin 2022, 18h00 | 19 juin 2022, 18h00 | 19 juin 2022, 18h00 | 19 juin 2022, 18h00 |
|  | KS Kielce           | KS Kielce           | 37                  | 37                  |                               |           | 19 juin 2022, 18h00 | 19 juin 2022, 18h00 | 19 juin 2022, 18h00 | 19 juin 2022, 18h00 |
|  | KS Kielce           | KS Kielce           | 37                  | 37                  | KS Kielce                     | KS Kielce | 32 (3)              | 32 (3)              |                     |                     |
|  | 18 juin 2022, 18h00 |                     |                     |                     | KS Kielce                     | KS Kielce | 32 (3)              | 32 (3)              |                     |                     |
|  |                     |                     | FC Barcelone        | FC Barcelone        | 32 (5tab)                     | 32 (5tab) |                     |                     |                     |                     |
|  | THW Kiel            | THW Kiel            | FC Barcelone        | FC Barcelone        | 32 (5tab)                     | 32 (5tab) | 30                  | 30                  |                     |                     |
|  | THW Kiel            | THW Kiel            |                     |                     |                               |           |                     | 30                  |                     |                     |
|  | FC Barcelone        | FC Barcelone        | 34                  | 34                  |                               |           |                     |                     |                     |                     |
|  | FC Barcelone        | FC Barcelone        | 34                  | 34                  | Match pour la troisième place |           |                     |                     |                     |                     |
|  |                     |                     |                     |                     |                               |           |                     |                     |                     |                     |
|  | 19 juin 2022, 15h15 |                     |                     |                     |                               |           |                     |                     |                     |                     |
|  | Veszprém KSE        | Veszprém KSE        | 34 (1)              | 34 (1)              |                               |           |                     |                     |                     |                     |
|  | Veszprém KSE        | Veszprém KSE        | 34 (1)              | 34 (1)              |                               |           |                     |                     |                     |                     |
|  | THW Kiel            | THW Kiel            | 34 (3tab)           | 34 (3tab)           |                               |           |                     |                     |                     |                     |
|  | THW Kiel            | THW Kiel            | 34 (3tab)           | 34 (3tab)           |                               |           |                     |                     |                     |                     |

#### Demi-finales
| 18 juin 2022 15h15 | Veszprém KSE   | 35–37   | KS Kielce          | Lanxess Arena, Cologne Affluence : 19 250 Arbitrage : Hansen, Madsen |
| 18 juin 2022 15h15 | Rasmus Lauge 8 | (18–16) | Arkadiusz Moryto 8 | Lanxess Arena, Cologne Affluence : 19 250 Arbitrage : Hansen, Madsen |
| 18 juin 2022 15h15 | ×1 ×7 ×1       | Rapport | ×5                 | Lanxess Arena, Cologne Affluence : 19 250 Arbitrage : Hansen, Madsen |

| 18 juin 2022 18h00 | THW Kiel          | 30–34   | FC Barcelone   | Lanxess Arena, Cologne Affluence : 19 250 Arbitrage : Nikolić, Stojković |
| 18 juin 2022 18h00 | Patrick Wiencek 7 | (18–19) | Aleix Gómez 12 | Lanxess Arena, Cologne Affluence : 19 250 Arbitrage : Nikolić, Stojković |
| 18 juin 2022 18h00 | ×2 ×5             | Rapport | ×1 ×6 ×1       | Lanxess Arena, Cologne Affluence : 19 250 Arbitrage : Nikolić, Stojković |

#### Match pour la troisième place
| 19 juin 2022 15h15 | THW Kiel             | 37 – 35 (tab)  | Veszprém KSE | Lanxess Arena, Cologne Affluence : 19 250 Arbitrage : Raouf et Karim Gasmi |
| 19 juin 2022 15h15 | Nikola Bilyk 7       | (14-18, 34-34) | Yahia Omar 8 | Lanxess Arena, Cologne Affluence : 19 250 Arbitrage : Raouf et Karim Gasmi |
| 19 juin 2022 15h15 | Prol. : ND'Tab : 3-1 |                |              | Lanxess Arena, Cologne Affluence : 19 250 Arbitrage : Raouf et Karim Gasmi |
| 19 juin 2022 15h15 | ×1 ×2                | Rapport        | ×4           | Lanxess Arena, Cologne Affluence : 19 250 Arbitrage : Raouf et Karim Gasmi |

| THW Kiel                 |      |                        |      |            |
| 1*                       | GB   | Niklas Landin Jacobsen | 9/41 |            |
| 21                       | GB   | Dario Quenstedt        | 0/2  |            |
| 3                        | ALD* | Sven Ehrig             | 5/6  |            |
| 4                        | ALG* | Domagoj Duvnjak        | 4/6  |            |
| 6                        | ARD  | Harald Reinkind        | 1/7  |            |
| 7                        | ALG  | Magnus Landin Jacobsen | 1/2  | Réussi     |
| 8*                       | P    | Bjarte Myrhol          | 0/0  |            |
| 13*                      | ARD  | Steffen Weinhold       | 0/0  | Réussi     |
| 17                       | P*   | Patrick Wiencek        | 6/9  | Suspension |
| 18                       | ALD  | Niclas Ekberg          | 3/3  | Réussi     |
| 20                       | DC   | Leon Ciudad Benitez    | 0/0  |            |
| 23                       | ARG  | Rune Dahmke            | 2/2  | Suspension |
| 24*                      | DC   | Miha Zarabec           | 6/13 | Manqué     |
| 28                       | ARG  | Pavel Horák            | 0/2  |            |
| 53*                      | ARG  | Nikola Bilyk           | 7/9  |            |
| Entraîneur : Filip Jícha |      |                        |      |            |

|        | Statistiques (hors tirs au but) |        |
| ------ | ------------------------------- | ------ |
| 34/59  | Buts marqués                    | 34/50  |
| 57,6 % | % réussite                      | 68,0 % |
| 3/4    | Jets de 7 m                     | 2/5    |
| 1      | Cartons jaunes                  | 0      |
| 4 min  | Suspensions                     | 8 min  |
| 0      | Cartons rouges                  | 0      |
| 9/43   | Arrêts                          | 13/47  |
| 20,9 % | % d'arrêts                      | 27,7 % |

| Veszprém KSE              |     |                  |       |            |
| 12*                       | GB  | Rodrigo Corrales | 13/44 |            |
| 13                        | GB  | Vladimir Cupara  | 0/3   |            |
| 5*                        | ARD | Yahia Omar       | 8/11  | Manqué     |
| 13                        | DC  | Petar Nenadić    | 1/4   | Réussi     |
| 15                        | ARD | Jorge Maqueda    | 2/3   | Suspension |
| 18*                       | P   | Andreas Nilsson  | 7/7   | Suspension |
| 23                        | ARG | Patrik Ligetvári | 0/0   | Suspension |
| 24*                       | ALD | Gašper Marguč    | 3/5   | Manqué     |
| 25                        | DC  | Rasmus Lauge     | 2/4   | Manqué     |
| 26                        | ALG | Manuel Štrlek    | 0/1   |            |
| 27                        | DC  | Péter Lukács     | 1/1   |            |
| 31                        | P   | Blaž Blagotinšek | 0/0   | Suspension |
| 35*                       | ARG | Kentin Mahé      | 6/9   |            |
| 43                        | ARD | Zoran Ilic       | 1/1   |            |
| 66*                       | DC  | Máté Lékai       | 3/4   |            |
| 88                        | D   | Adrián Sipos     | 0/0   |            |
| Entraîneur : Péter Gulyás |     |                  |       |            |

Les buteurs lors des tirs au but sont :
- THW Kiel (3/4) : Niclas Ekberg , Steffen Weinhold , Miha Zarabec , Magnus Landin Jacobsen , 5e tir non effectué.
- Veszprém KSE (1/4) : Gašper Marguč , Yahia Omar , Petar Nenadić , Rasmus Lauge , 5e tir non effectué.

#### Finale
| 19 juin 2022 18h00 | FC Barcelone         | 37 – 35 (tab)  | KS Kielce   | Lanxess Arena, Cologne Affluence : 19 250 Arbitrage : Matija Gubica, Boris Milošević |
| 19 juin 2022 18h00 | Aleix Gómez 9        | (14-13, 28-28) | 6 joueurs 4 | Lanxess Arena, Cologne Affluence : 19 250 Arbitrage : Matija Gubica, Boris Milošević |
| 19 juin 2022 18h00 | Prol. : 4-4Tab : 5-3 |                |             | Lanxess Arena, Cologne Affluence : 19 250 Arbitrage : Matija Gubica, Boris Milošević |
| 19 juin 2022 18h00 | ×3                   | Rapport        | ×4          | Lanxess Arena, Cologne Affluence : 19 250 Arbitrage : Matija Gubica, Boris Milošević |

|  |  |

| FC Barcelone                       |     |                         |       |            |        |
| 1*                                 | GB  | Gonzalo Pérez de Vargas | 12/44 |            |        |
| 40                                 | GB  | Leonel Maciel           | 0/0   |            |        |
| 10*                                | ARD | Dika Mem                | 5/10  |            | Réussi |
| 13                                 | ALG | Aitor Ariño             | 3/4   |            |        |
| 18                                 | ALD | Blaž Janc               | 1/1   |            |        |
| 19*                                | ARG | Timothey N'Guessan      | 5/10  |            |        |
| 20*                                | ALD | Aleix Gómez             | 9/12  |            | Réussi |
| 22                                 | ARG | Thiagus dos Santos      | 1/1   | Suspension |        |
| 25*                                | DC  | Luka Cindrić            | 0/1   |            |        |
| 32*                                | ALG | Ángel Fernández Pérez   | 3/3   | Suspension |        |
| 35                                 | DC  | Domen Makuc             | 1/1   |            |        |
| 37                                 | ARG | Haniel Langaro          | 1/2   |            |        |
| 41                                 | P   | Youssef Benali          | 0/0   |            |        |
| 66                                 | ARD | Melvyn Richardson       | 2/4   |            | Réussi |
| 72*                                | P   | Ludovic Fabregas        | 1/2   |            | Réussi |
| 90                                 | ARG | Ali Zein                | 0/0   | Suspension | Réussi |
| Entraîneur : Antonio Carlos Ortega |     |                         |       |            |        |

|        | Statistiques (hors tirs au but) |        |
| ------ | ------------------------------- | ------ |
| 32/51  | Buts marqués                    | 32/51  |
| 62,7 % | % réussite                      | 62,7 % |
| 5/5    | Jets de 7 m                     | 4/5    |
| 0      | Cartons jaunes                  | 0      |
| 6 min  | Suspensions                     | 8 min  |
| 0      | Cartons rouges                  | 0      |
| 12/44  | Arrêts                          | 12/44  |
| 27,2 % | % d'arrêts                      | 27,2 % |

| KS Kielce                      |     |                         |       |            |        |
| 33*                            | GB  | Andreas Wolff           | 12/43 |            |        |
| 1                              | GB  | Mateusz Kornecki        | 0/1   |            |        |
| 2*                             | ARD | Branko Vujović          | 4/4   |            |        |
| 4*                             | ALG | Miguel Sánchez-Migallón | 0/0   |            |        |
| 5                              | DC  | Michał Olejniczak       | 0/0   |            |        |
| 9*                             | ARG | Szymon Sićko            | 3/7   |            |        |
| 10                             | ALD | Alex Dujshebaev         | 4/9   | Suspension | Manqué |
| 11                             | P   | Nicolas Tournat         | 2/2   |            |        |
| 18*                            | DC  | Igor Karačić            | 1/1   |            | Réussi |
| 22                             | ARG | Uladzislau Kulesh       | 4/6   |            |        |
| 23*                            | ALD | Arkadiusz Moryto        | 4/7   |            | Réussi |
| 24                             | ARG | Daniel Dujshebaev       | 4/8   |            | Réussi |
| 34                             | ARD | Paweł Paczkowski        | 0/0   |            |        |
| 48                             | ARD | Tomasz Gębala           | 0/0   | Suspension |        |
| 50                             | P   | Artsem Karalek          | 4/5   | Suspension |        |
| 99*                            | ALG | Dylan Nahi              | 2/2   | Suspension |        |
| Entraîneur : Talant Dujshebaev |     |                         |       |            |        |

Pour des raisons techniques, il est temporairement impossible d'afficher le graphique qui aurait dû être présenté ici.

L'évolution du score est :
- 1re mi-temps : 4-2, 7-4, 8-6, 10-9, 12-12, 14-13 ;
- 2e mi-temps : 16-16, 19-18, 20-21, 23-24, 25-25, 28-28 ;
- prolongation : 30-29, 32-32.

Les buteurs lors des tirs au but sont :
- FC Barcelone (5/5) : Aleix Gómez , Dika Mem , Melvyn Richardson  , Ali Zein , Ludovic Fabregas .
- KS Kielce (3/4) : Arkadiusz Moryto , Igor Karačić , Alex Dujshebaev  , Daniel Dujshebaev , 5e tir non effectué.

## Les champions d'Europe
| Champion d'Europe - Ligue des champions 2021-2022 FC Barcelone 11e titre |

Le FC Barcelone est officiellement qualifié pour le Super Globe, son effectif était :

## Statistiques et récompenses

### Équipe-type
| Landin · Wanne Syprzak · Aleix Nenadić Mahé Mem Meilleur défenseur : Hendrik Pekeler Meilleur espoir : Tobias Grøndahl Meilleur entraîneur : Talant Dujshebaev Meilleur buteur : Aleix Gómez (104 buts) |

L'équipe-type de la compétition, désignée le 17 juin à la veille de la Finale à quatre, est :
| Poste                | Joueur                 | Club                   |
| -------------------- | ---------------------- | ---------------------- |
| Gardien de but       | Niklas Landin Jacobsen | THW Kiel               |
| Ailier gauche        | Hampus Wanne           | SG Flensburg-Handewitt |
| Arrière gauche       | Petar Nenadić          | Veszprém KSE           |
| Demi-centre          | kentin Mahé            | Veszprém KSE           |
| Pivot                | Kamil Syprzak          | Paris Saint-Germain    |
| Arrière droit        | Dika Mem               | FC Barcelone           |
| Ailier droit         | Aleix Gómez            | FC Barcelone           |
| Défenseur            | Hendrik Pekeler        | THW Kiel               |
| Espoir               | Tobias Grøndahl (en)   | Elverum Handball       |
| Entraîneur           | Talant Dujshebaev      | KS Kielce              |
| MVP de la Finale à 4 | Artsem Karalek         | KS Kielce              |

### Meilleurs buteurs
À l'issue de la compétition, les meilleurs buteurs sont :
| Rang | Joueur           | Club                   | Buts |
| ---- | ---------------- | ---------------------- | ---- |
| 1    | Aleix Gómez      | FC Barcelone           | 104  |
| 2    | Dika Mem         | FC Barcelone           | 100  |
| 3    | Petar Nenadić    | Veszprém KSE           | 93   |
| 4    | Felix Claar      | Aalborg Håndbold       | 88   |
| 4    | Gašper Marguč    | Veszprém KSE           | 88   |
| 6    | Kamil Syprzak    | Paris Saint-Germain    | 86   |
| 7    | Yahia Omar       | Veszprém KSE           | 83   |
| 8    | Tobias Grøndahl  | Elverum Handball       | 81   |
| 8    | Hampus Wanne     | SG Flensburg-Handewitt | 81   |
| 10   | Arkadiusz Moryto | KS Kielce              | 79   |